# Billie Jean
„Billie Jean“ je dance-pop / R&B píseň amerického zpěváka Michaela Jacksona. Napsal ji sám, producentem se stal Quincy Jones. Skladba je známá díky basové lince. Byla 91krát předělávána, než byla dokončena.[zdroj?]
Po úspěšném hitu „The Girl Is Mine“ je „Billie Jean“ druhý singl, který vyšel na albu Thriller. Skladba se stala celosvětovým komerčním hitem a zaznamenala také úspěch u kritiky. Je uváděna jako jeden z revolučních songů historie, platinovou desku získala v roce 1989.[zdroj?]
Píseň byla mnohokrát oceněna včetně dvou cen Grammy a jednou dostala American Music Awards. Později byla také uvedena do Music-Video síně slávy. Krátký film k písni, který se vysílal na hudební stanici MTV boural rasové bariéry, jako první video na této stanici s černošským umělcem. S touto písní byl Jackson nominován na Motown 25, kde poprvé předvedl moonwalk. Píseň byla také podporována reklamami na Pepsi, při jednom natáčení dokonce Jacksonovi vzplály vlasy. „Billie Jean“ pečetila jeho postavení mezinárodní pop-ikony.